# Безсалий Олександр Михайлович
Безсалий Олександр Михайлович (4 жовтня 1946, Новомихайлівка, Чернігівський район, Запорізька область — 26 березня 2022, Запоріжжя) — радянський та український співак. Заслужений працівник культури України (1990). Заслужений артист України (2001).

## Життєпис
Народився 4 жовтня 1946 року в селі Новомихайлівка Чернігівського району Запорізької області.
Закінчив Полтавський сільськогосподарський інститут 
(1974) та Запорізьке музичне училище імені Платона Майбороди (1993, клас вокалу В. Крименка).
У 1978—1990 роках соліст Народного оперного театру,  з 1990 року працював  артистом-вокалістом ПК  «Дніпроспецсталь», а також  солістом Запорізької обласної філармонії. У складі концертної бригади гастролював в Австрії та Польщі.
Також був відомий як виконавець «Гімну журналістів», написаного Олександром Житомирським.
Помер 16 березня 2022 року у Запоріжжі в 75-річному віці.

## Партії
- «Травіата» (Дж. Верді) — Жермон
- «Євгеній Онєгін» (П. Чайковський) — Євгеній Онєгін
- «Катерина» (М. Аркас) — Іван
- «Запорожець за Дунаєм» (С. Гулак-Артемовський) — Султан
- «Алєко» (С. Рахманінов) — Алєко